# Okuni et Gohei
Pour les articles homonymes, voir Okuni (homonymie).
Pour plus de détails, voir Fiche technique et Distribution.
Okuni et Gohei (お国と五平, Okuni to Gohei) est un film japonais réalisé par Mikio Naruse et sorti en 1952.

## Synopsis
Okuni est une belle femme issue d'un milieu riche. Par amour, elle s'était promise à un jeune samouraï, Tomonojo, mais la famille lui avait imposé de se marier avec le riche Iori. Fou de jalousie, Tomonojo a tué Iori et pris la fuite. Tenus par le code social de venger Iori, Okuni et Gohei son humble serviteur sont partis sur les routes dans le but de retrouver Tomonojo et de venger leur maître commun. Au cours de ce voyage, on voit Okuni tomber malade, être soignée par Gohei. Entre eux les barrières sociales peu à peu s'estompent et un sentiment amoureux non réellement dit s'installe.

## Fiche technique
- Titre du film : Okuni et Gohei
- Titre original : お国と五平 (Okuni to Gohei?)
- Réalisation : Mikio Naruse
- Scénario : Toshio Yasumi, d'après une pièce de Jun'ichirō Tanizaki
- Photographie : Kazuo Yamada (ja)
- Décors : Satoru Chūko (ja)
- Musique : Yasuji Kiyose
- Production : Hosuke Kiyokawa et Shigeharu Miyagi
- Société de production : Tōhō
- Pays d'origine :  Japon
- Langue originale : japonais
- Format : noir et blanc - 1,37:1 - 35 mm
- Genre : drame ; jidai-geki
- Durée : 91 minutes (métrage : dix bobines - 2 487 m[1])
- Date de sortie :
  - Japon : 10 avril 1952[1]

## Distribution artistique
- Michiyo Kogure : Okuni
- Tomoemon Ōtani : Gohei
- Sō Yamamura : Tomonojo
- Jun Tazaki : Iori, l'époux d'Okuni
- Eiko Miyoshi : la mère d'Okuni
- Kamatari Fujiwara : le docteur

## Autour du film
Okuni et Gohei est un des rares jidai-geki tourné par Mikio Naruse, lui qui est considéré comme un maître du shomingeki. Le film est adapté d'une pièce en un acte de Jun'ichirō Tanizaki écrite en 1921. Par rapport à la pièce, Toshio Yasumi et Mikio Naruse ont développé l'intrigue de l’attirance entre Okuni et Gohei. 